# Uiraúna
Uiraúna is een gemeente in de Braziliaanse deelstaat Paraíba. De gemeente telt 14.963 inwoners (schatting 2009).